# Ponětovice
Ponětovice (deutsch Puntowitz) ist eine Gemeinde in Tschechien. Sie liegt zehn Kilometer südöstlich des Stadtzentrums von Brno und gehört zum Okres Brno-venkov. Auf den Fluren der Gemeinde fand 1805 die Schlacht von Austerlitz statt.

## Geographie
Ponětovice befindet sich zwischen dem Drahaner Bergland und dem Steinitzer Wald in den Ausläufern der Thaya-Schwarza-Talsenke. Das Dorf liegt an der Einmündung der Roketnice in die Říčka (Goldbach). Westlich von Ponětovice befindet sich der Flughafen Brno-Tuřany. Durch den Ort führt die Eisenbahnstrecke von Brno nach Blažovice. Am nordöstlichen Ortsrand liegt der große Teich Ponětovický rybník.
Nachbarorte sind Jiříkovice und Blažovice im Nordosten, Prace im Südosten, Kobylnice im Süden, Dvorska im Südwesten sowie Šlapanice im Nordwesten.

## Geschichte
Die erste urkundliche Erwähnung von Ponětovice erfolgte im Jahre 1306.
Am 2. Dezember 1805 wurde Puntowitz von den Truppen des französischen Marschalls Nicolas Jean-de-Dieu Soult gehalten und lag am Westrand des Schlachtfeldes der Dreikaiserschlacht. Über Puntowitz brachten die Franzosen ihre Verletzten in die Lazarette nach Schlapanitz. Der Weg entlang des Goldbaches wurde später der Blutweg genannt.
Bis zur Aufhebung der Patrimonialherrschaften im Jahre 1848 war der Ort zur Herrschaft Sokolnice zugehörig.
Im Jahre 2000 wurde die neue Kapelle geweiht, die das Wahrzeichen des Dorfes bildet. In dem kleinen Ort besteht seit 1992 der Billardclub BC Cerkom Ponětovice, der in der 1. Liga spielt und bereits Landesmeistertitel erreichte.

## Gemeindegliederung
Für die Gemeinde Ponětovice sind keine Ortsteile ausgewiesen.

## Sehenswürdigkeiten
- Kapelle des Hl. Johannes von Nepomuk, errichtet 2000